# Anii 1920 în film
- Anii 1910 în cinematografie — Anii 1920 în cinematografie — Anii 1930 în cinematografie

În anii 1920 au avut loc mai multe evenimente în industria filmului:

## Filme
Aceasta este o listă incompletă de filme produse în anii 1920:
- 1920 - Way Down East, The Cabinet of Dr. Caligari
- 1921 - The Phantom Carriage, The Kid, Destiny, Atlantida
- 1922 - Nosferatu, Nanook of the North, Foolish Wives, Dr. Mabuse the Gambler
- 1923 - Our Hospitality, A Woman of Paris
- 1924 - Greed, Sherlock Jr., The Last Laugh
- 1925 - The Battleship Potemkin, Strike, The Gold Rush, Seven Chances
- 1926 - The General, Faust
- 1927 - Sunrise: A Song of Two Humans, Napoléon, The Jazz Singer, Metropolis, October: Ten Days That Shook the World
- 1928 - The Passion of Joan of Arc, Un chien andalou, Steamboat Willie, Lights of New York, The Viking, The Crowd
- 1929 - Man with a Movie Camera, Sunrise, Un Chien Andalou, Pandora's Box

## Nașteri
1920:

## Decese
1920: